# Michael John Izen
Michael John Izen (Fairmont, 12 de janeiro de 1967) é um ministro católico romano americano e nomeado bispo auxiliar de Saint Paul e Minneapolis.

## Vida
Michael J. Izen inicialmente se formou em ciência da computação pela Saint John's University em Collegeville. Ele então entrou no seminário em Saint Paul e ganhou um Master of Divinity. Em 28 de maio de 2005, ele recebeu o Sacramento das Ordens Sagradas para a Arquidiocese de Saint Paul e Minneapolis.
Após sua ordenação, ele serviu em várias paróquias no ministério comunitário e em Shieldsville em 2006-2007 no ministério hispânico. A partir de 2015 era pároco das paróquias de Saint Michael e Saint Mary em Stillwater.
O Papa Francisco o nomeou Bispo Titular de Newport em 5 de janeiro de 2023, bem como Bispo Auxiliar de Saint Paul e Minneapolis.